# Bändertanz

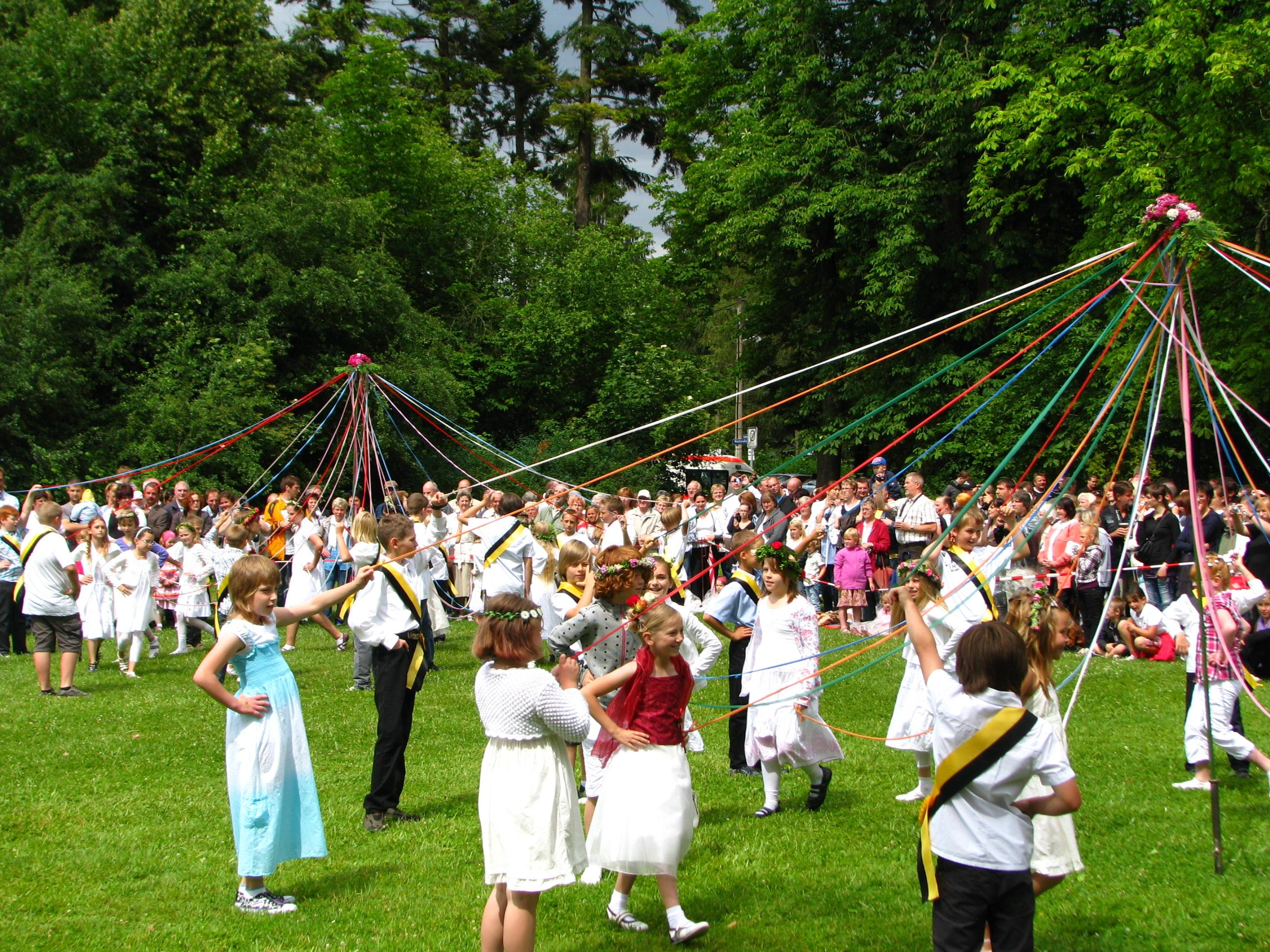
Der Bändertanz, vorgeführt von Schülern der Mühlhäuser Nikolai-Grundschule, 2011

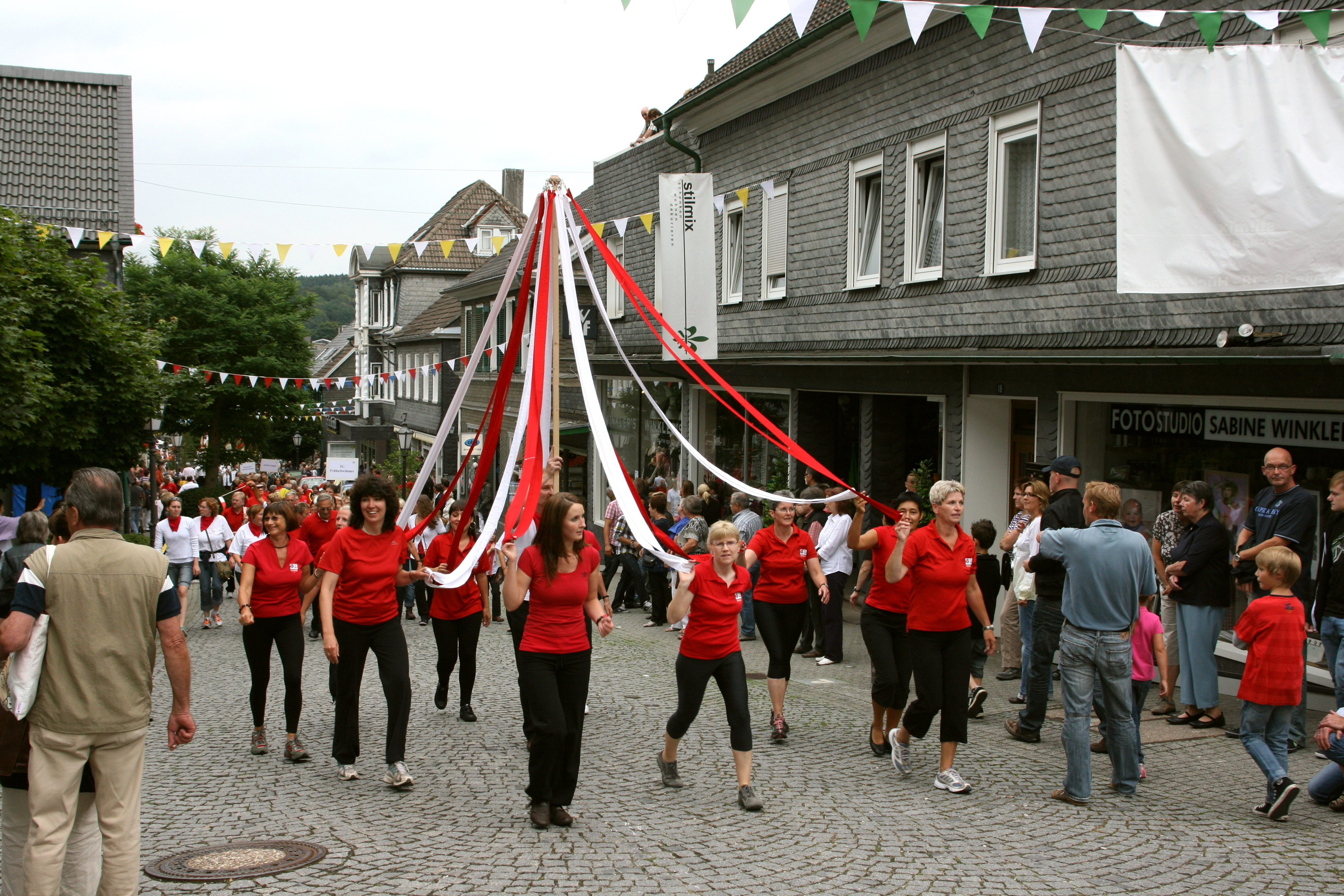
Festumzug zur Feier „925 Jahre Hückeswagen“, 2010

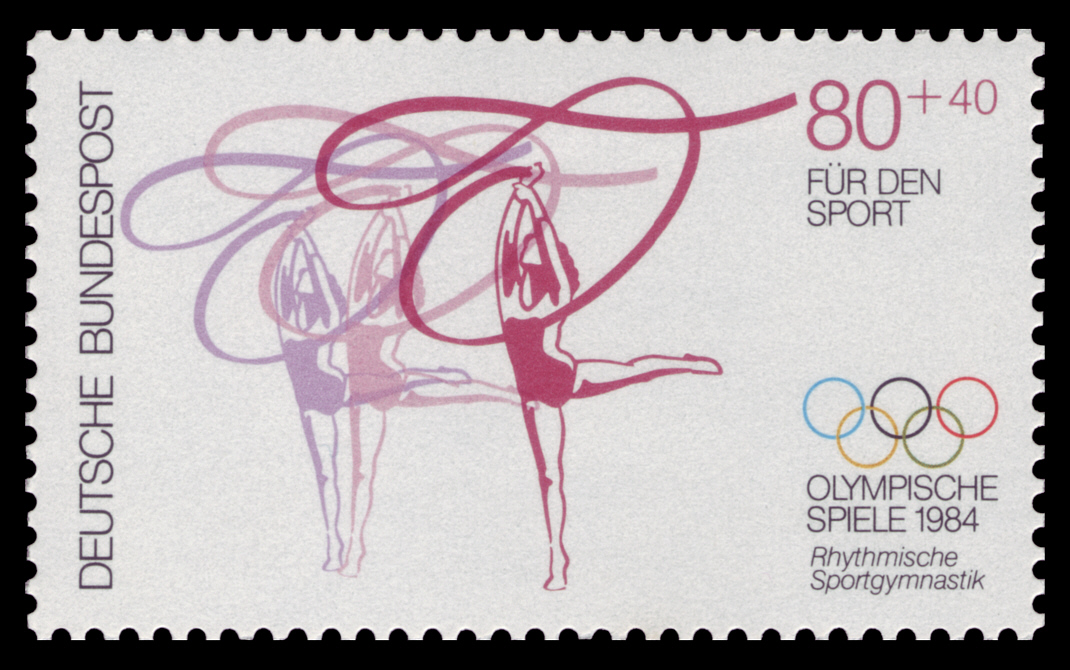
Olympiabriefmarke 1984 Rhythmische Sportgymnastik

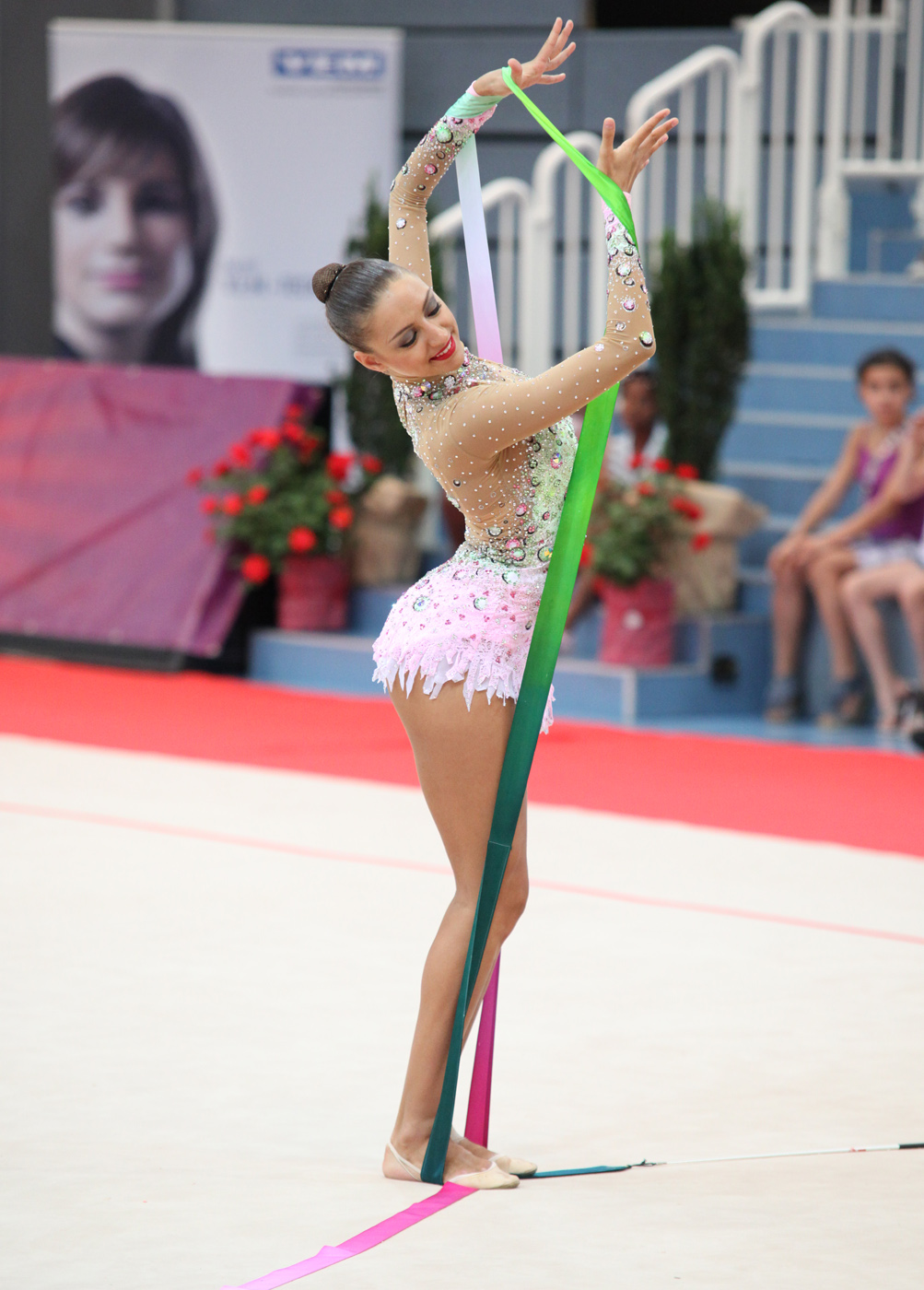
Jewgenija Kanajewa beim Grand Prix der rhythmischen Sportgymnastik, 2012

Der Bändertanz ist ein traditioneller Tanz, bei dem meist jeder Tänzer ein Ende eines Bandes, das an einem Baum oder an einer Stange befestigt ist, in der Hand hält. Durch verschiedene Figuren werden diese Bänder miteinander verflochten, verwoben, Muster gebildet und wieder getrennt. Die Bänder sind meistens zweifarbig, eine Farbe für die Tänzerinnen und die andere für die Tänzer. Der Bändertanz wird meist von acht bis zwölf Paaren ausgeführt und ist mit zahlreichen regionalen Varianten und Tanzformen wie dem Bandltanz, Zopftanz oder regionalen Plattler-Tänzen verbunden.

## Geschichte
Die Ursprünge des Bändertanzes reichen weit in die Geschichte zurück. Erste Hinweise finden sich auf Felszeichnungen aus Schweden um 2000 v. Chr., wo an Stangen geknotete Bänder abgebildet sein könnten. In der Antike wurde das Aufstellen von Bäumen und das Tanzen darum mit Fruchtbarkeitsritualen und -festen in Verbindung gebracht. Bei den Römern war der Monat Mai der Göttin Maia gewidmet, und sie feierten mit einem Baum, der ihre Würde symbolisierte. Auch die Kelten schmückten im Rahmen ihres Beltane-Festes Bäume und Ställe.
Die Tradition des Maibaumes, mit dem der Bändertanz eng verbunden ist, wurde im 13. Jahrhundert dokumentiert und entwickelte sich im 15. Jahrhundert weiter. Diese Bäume wurden oft mit bunten Bändern geschmückt und als Symbol der Hoffnung und Freude aufgestellt.

## Verbreitung
Der Bändertanz ist in vielen Ländern Europas verbreitet. Die frühesten Erwähnungen finden sich im 15. Jahrhundert in Spanien, von wo er sich nach Italien, England und später nach Frankreich und Südamerika ausbreitete.
In Deutschland wurde der Bändertanz im 18. und 19. Jahrhundert in den Alpenregionen populär, insbesondere in Bayern und Baden-Württemberg. Die Melodie und Tanzformen wurden oft angepasst, um die Gemeinschaft bei Festen wie dem Maifest, Erntedank oder Kirmes zu stärken. In Spanien und Südamerika wird er oft mit religiösen Prozessionen wie dem Johannisfest oder Fronleichnam verbunden.
Berühmte historische Aufführungen sind etwa die Hochzeit des Herzogs von d’Este im Jahr 1502 in Sizilien oder die volkstümlichen Varianten „Tejer el cordón“ in Toledo und Salamanca um 1900.

## Tradition
Der Bändertanz ist bis heute ein Symbol für Gemeinschaft und Verbundenheit. Die Tänzer weben und lösen ein Bandgeflecht, was als Sinnbild für das menschliche Leben und Zusammenhalt interpretiert wird. Besonders in Süddeutschland und Österreich ist der Tanz tief in die Tradition eingebettet, vor allem bei Maifesten und Dorffesten.
In Baden-Württemberg wurde der Tanz nach dem Zweiten Weltkrieg durch die Landjugend standardisiert, um eine einheitliche Ausführung zu ermöglichen. Trotz seiner Schönheit ist der Bändertanz anspruchsvoll, da ein Fehler eines Einzelnen den Tanzablauf stören kann. Dies spiegelt auch die Wichtigkeit jedes Einzelnen in einer Gemeinschaft wider.

## Sport
Ein Tanz mit dem Band ist eine Teildisziplin der Rhythmischen Sportgymnastik.